# Цирояннис, Власиос
Власиос Цирояннис (греч. Βλάσιος Τσιρογιάννης; 1872, Амфилохия, Греческое королевство — 5 ноября 1928, Фессалоники) — греческий офицер конца XIX — начала XX веков. Участник Греко-турецкой войны 1897 года, Борьбы за Македонию, Балканских войн, Первой мировой войны и Малоазийского похода. Генерал-лейтенант греческой армии.

## Молодость
Власиос Цирояннис родился 1 января 1872 года в городке Амфилохия, регион Этолия и Акарнания.
Вступил в греческую армию в качестве волонтёра 1 сентября 1889 года. Будучи курсантом Училища унтер-офицеров, принял участие в кратковременной, сколь и странной, греко-турецкой войне 1897 года.
Окончил училище унтер-офицеров 9 августа 1899 года, в звании младшего лейтенанта пехоты

## Македония
В начале XX века на территории Османской Македонии развернулась, так называемая, Борьба за Македонию, которая имела не только и не столько антиосманский характер, но носила характер антагонизма между различными национальными группами христианского населения Македонии, в основном между греческим и верным Константинопольскому патриарху славяноязычным населением и болгарским населением и последователями болгарской экзархии. Правительство Греческого королевства, находясь под международным финансовым контролем, опасалось дипломатических осложнений и не проявляло инициатив в македонском вопросе. Инициативу взяли в свои руки молодые офицеры, такие как Павлос Мелас, Константинос Мазаракис, Георгиос Катехакис и другие:58.
В 1904 году, на раннем этапе «Борьбы», Цирояннис отправился в Македонию, где стал директором греческой школы (по другим источникам школьным инспектором) в городе Струмица.
Поскольку Греческое королевство не находилось в состоянии войны с Османской империей, греческие офицеры, принимавшие участие в Борьбе за Македонию, официально выходили из состава армии и действовали под псевдонимами. Цирояннис действовал под псевдонимом Далис (Ντάλης):72.
Он не принимал непосредственного участия в боевых операциях и был задействован в организационной структуре.
Константинос Мазаракис, в своих мемуарах, именует лейтенанта Цироянниса «агентом организатором»:107.
Под прикрытием должности директора школы, Цирояннис-Далис, был занят организацией партизанских отрядов македонян в регионе Струмицы.
Струмица была одним из «северных греческих акрополей» в Македонии. То что вызывало ненависть болгарских экзархистов к жителям Струмицы (как и к жителям соседнего города Гевгелия), было то, что кроме собственно греков македонян, преобладающее большинство жителей были славяноязычными (болгароязычными в болгарской историографии, «македоноязычными» в историографии бывшей югославской республики), но в своём огромном большинстве жители города оставались верными Константинопольской православной церкви. Характерна статистика опубликованная в 1905 году секретарём Болгарской экзархии Димитаром Мишевым: «Христианское население Струмицы состоит из 1800 болгар экзархистов, 4400 болгар „грекоманов“, 114 болгар протестантов, 35 греков и 18 валахов». (Неологизмом «грекомане» болгары именовали славяноязычных македонян, сторонников Константинопольской церкви и воссоединения с Грецией)
Одним из эпизодов «Борьбы» в округе Струмицы было покушение болгарских экзархистов на жизнь греческого митрополита Григория.
Митрополит, как и два других священника, был ранен, но выжил. Погибли двое крестьян «грекоманов». В этой напряжённой обстановке, ни у кого не вызывал подозрений скромный и невзрачный школьный директор (инспектор) Далис, который и был основным организатором греческого сопротивления в округе Струмицы:107.

## Балканские войны и Исход Струмицы
Во время Балканских войн (1912—1913) Цирояннис был командиром батальона 10-го пехотного полка (командир А. Папулас), в составе III дивизии (комдив К. Дамианос. 10-й полк состоял исключительно из жителей острова Керкира. В составе III дивизии полк принял участие в сражении при Сарантапоро и в сражении при Яннице, которое открыло греческой армии дорогу на столицу Македонии, город Фессалоники.
После освобождения македонской столицы, III дивизия была переброшена в Западную Македонию и 11 ноября 1912 года, вместе с кавалерийской бригадой, освободила город Касторию. 7 декабря 1912 года III дивизия освободила один из самых больших городов Северного Эпира, Корчу.
С началом Второй Балканской войны, III дивизия была переброшена в Центральную Македонию, для защиты македонской столицы от болгар. Дивизия приняла участие в сражении под Килкисом (19 июня (2 июля) — 21 июня (4 июля) 1913 года), в котором 10-й и 12-й полки были брошены в атаку, а 6-й полк III дивизии оставался в резерве.
10-й полк атаковал высоты Калиново, которые обороняла 3-я бригада III болгарской дивизии. Болгары обороняли Калиново до 21 июня, но между тем, 20 июня, части 10-го полка заняли город Гевгелия.
Сломив сопротивление болгар у Дойранского озера 23 июня, части греческой армии вышли к Струмице. 26 июня (9 июля) 1913 года греческие части, в том числе 10-й полк, заняли Струмицу:161, взяв в плен болгарский батальон и захватив 22 орудия. Это вызвало ликование жителей города, которые с криками «Христос Воскресе» звонили в колокола.
С началом Второй Балканской войны многие жители бежали из города, вступали в греческую армию или создавали партизанские группы. Вместе с греческой армией, в город вернулись и покинувшие его жители.
По стечению военных обстоятельств, Цирояннис также вернулся в город, которому в годы Борьбы за Македонию он посвятил несколько лет своей жизни. Непосвящённые жители города с изумлением узнавали в лице командира батальона 10-го полка директора своей школы. Однако почти сразу же, III дивизия выступила к болгарской столице, приняв участие в сражении в Кресненском ущелье (8-18 июля 1913). Контратака керкирейского батальона 17 июля в Печово «является одной из самых славных страниц Балканских войн», писал впоследствии в своих мемуарах генерал Т. Пангалос.
Перед перемирием 18/31 июля, III дивизия находилась на левом фланге греческой армии, в Печово:179.
Несмотря на то, что к концу войны греческая армия находилась в 100 км от болгарской столицы, согласно решениям Бухарестского договора греческая армия отошла практически на исходные позиции. Струмица была оставлена Болгарии (сегодня город находится на территории бывшей югославской республики. Жители были возмущены свершившимся против их воли и приняли решение уйти на греческую территорию, в основном в город Килкис Центральной Македонии. Перед уходом жители сожгли свои дома. Этот «величайший грекоманский подвиг» вызвал «удивление и бешенство» болгар.
3 августа солдаты 10-го полка и майор Цирояннис, стали свидетелями Исхода жителей Струмицы и сожжения ими собственных очагов. События де-факто перечеркнули все усилия Цироянниса-Далиса в начале века вернуть регион Струмицы в пределы греческого государства. Полк перешёл в Кавала Восточная Македония.
В годы Второй мировой войны флаг 10-го полка был сожжён с соблюдением ритуала ветеранами полка в апреле 1941 года, с тем чтобы он не попал в руки итальянцев, которым немцы предоставили оккупацию острова Керкира.

## Первая мировая война
В первую Мировую войну, в период 1917—1918 годов Цирояннис воевал на Македонском фронте будучи командиром 5-го пехотного полка, в составе I пехотной дивизии.
С 2/15 марта по август 1918 года, Ι дивизия сменила на передовой 80-ю британскую бригаду. В восточном секторе позиции дивизии расположился 1/38 полк эвзонов, в западном 5-й полк Цироянниса.
5/18 апреля 1918 года, вместе с XVI британским корпусом, Ι дивизия приняла участие в сражении за взятие линии от озера Ахину до предгория Осман Камила.
26 августа/8 сентября 1918 года, Ι дивизия продвинулась на линию Кумариа — Неволиани, где оставалась до 23 сентября/6 октября 1918 года, после чего была переброшена в регион Газоро Серре.
21 сентября /4 октября, вместе с 1/38 полком эвзонов, 5-й полк повторно взял у болгар город Серре, а 27 сентября /10 октября село Неа-Зихни и города нижний Неврокоп и Драма.
1/14 октября 1918 года дивизия расположилась в регионе Драмы.
17/30 ноября 1918 года, I дивизия была переброшена в Элефтера Кавалы, откуда должна была отбыть на юг России для поддержки Белого движения. Однако в начале 1919 года Цирояннис принял командование отдельной бригадой, которая повторно заняла городок Делвинаки на греко-албанской границе. Позже он принял командование другой бригадой, которой планировалось повторное занятие города Корча Северного Эпира (южная Албания). Но эта операция была отменена

## Малоазийский поход
В историографии Малоазийского похода полковник Цирояннис отмечен в ходе «Большого летнего наступления» греческой армии 1921 года, в качестве командира т. н. «Отряда IX дивизии». Сама дивизия, принявшая участие летом 1920 года, под командованием генерала Г. Леонардопулоса, в операции по занятию Восточной Фракии, к началу 1921 года оставалась во Фракии.
Мобилизация призывов 1912—1913 годов позволила греческому командованию перебросить в Малую Азию IV, XII и части IX дивизии, доведя таким образом силы Малоазийской экспедиционной армии перед началом Летнего наступления 1921 года до 200 тыс. штыков. «Отряд» Цироянниса насчитывал 7 батальонов.
«Отряд» выступил 27 июня из региона севернее города Ушак, сломил сопротивление частей I турецкой дивизии севернее Гедиза, и 1 июля вышел Шушу Кая, где соединился с III корпусом армии.
«Отряд» возобновил своё наступление утром 3 июля, продвигаясь двумя колоннами. Левая колонна продвигалась к перевалу Пулар, правая к хребту Киреш-даг.
Левая колонна, под огнём турецкой артиллерии, произвела атаку у села Пулар, и к вечеру, штыками, зачистила турецкие окопы.
В полдень 4 июля «Отряд Цироянниса» вступил в город Кютахья.
На следующий день в город прибыл бывший полковой командир Цироянниса в Первую Балканскую войну, на тот момент командующий Малоазийской экспедиционной армией, генерал Анастасиос Папулас. В этом был свой символизм: Папулас, уроженец города Месолонгион, вошёл в родной город Кютахи-паши, который осаждал Месолонгион в 1824—1825 годах:58.
К 24 июля греческая армия одержала полную победу в самом большом сражении войны при Афьонкарахисаре — Эскишехире. Однако основные турецкие силы отошли на восток на 300 км, создав греческому политическому руководству и военному командованию дилемму — что делать дальше.
13/26 июля 1921 года, в занятой греческой армией Кютахье, состоялось совещание командования экспедиционной армии. На следующий день прибыл премьер Гунарис и был созван «Большой Военный Совет». Правительство торопилось закончить войну и решило наступать далее. Среди прочего упоминается, что перед началом наступления на Анкару, «полковник Андреас Каллинскис принял у полковника Цироянниса командование IX пехотной дивизией». При этом греческая «Большая военная энциклопедия» 1930 года информирует, что Цирояннис «был назначен командиром пехоты дивизии», что звучит несколько странно, поскольку дивизия была пехотной.
28 июля/10 августа 7 греческих дивизий форсировали Сакарью и пошли на восток. Греческие историки С. Каргакос и Д. Фотиадис:82 именуют поход этих 7 дивизий «эпосом греческой армии». IX дивизия, на своём пути к Анкаре, прошла 280 км, из которых 100 км пришлись на безводную «Солёную пустыню».
Дивизия приняла участие во всех боях сражения перед Анкарой (22 непрерывных дней и ночей), включая один из самых кровавых боёв сражения, 6-дневную атаку на скалы Кале Грото. Армия проявила свои боевые качества, понесла тяжёлые потери в «эпического сражения», где победа была близка:357, но исчерпав все свои материальные ресурсы и не располагая материальными и людскими резервами, в порядке отошла назад, за Сакарью. И в греческой и турецкой историографии отмечается, что оставшаяся не только без снарядов, но и без патронов, греческая армия была близка к победе и в их работах часто присутствует слова «если бы». Один из биографов Кемаля, Месин, пишет: «Если бы греческая атака продержалась ещё несколько минут (!) Кемаль приказал бы отход, чтобы избежать катастрофы»:109.
Историк Д. Фотиадис пишет: «тактически мы победили, стратегически мы проиграли»:115. Правительство Гунариса удвоило подконтрольную ему территорию в Азии, но возможностями для дальнейшего наступления не располагало. Не решив вопрос с греческим населением региона, правительство не решалось эвакуировать армию из Малой Азии. Фронт застыл на год.
Сразу после сражения Цироянис был отправлен в запас. Не понятно, были ли причиной этому его возраст (60 лет), состояние здоровья, какие либо разногласия с командованием или политические разногласия с правительством монархистов.

## Последние годы
Правление монархистов привело через год к поражению экспедиционной армии и Малоазийской катастрофе и вызвало антимонархистское восстание армии сентября 1922 года.:359.
Поскольку мирное соглашение ещё не было подписано и возобновление военных действий не просто не исключалось, но было на повестке дня, одной из первоочерёдных задач Революционного правительства было усиление пограничной, так называемой «Армии Эвроса». Под руководством генерала Пангалоса, была создана хорошо оснащённая и боеспособная армия в 100 тысяч штыков. Цирояннис был отозван в действующую армию и возглавил III пехотную дивизию в составе «Армии Эвроса».
Английский историк Дуглас Дакин пишет, что если бы в этот момент было бы принято решение о возобновлении военных действий, то армия Эвроса могла бы молниеносно вновь занять Восточную Фракию, дойти до Константинополя, и турки были не в состоянии остановить её:364:3975.
Однако Э. Венизелос, возглавивший греческую делегацию на Лозаннской мирной конференции, был склонен положить конец десятилетним войнам страны, использовал Армию Эвроса как угрозу и дипломатическое оружие, но подписался под оставлением Восточной Фракии в пределах нового турецкого государства:398.
Впоследствии Цирояннис был назначен комдивом II пехотной дивизии в Афинах. Историк Т.Герозисис пишет что комдив II дивизии генерал Цирояннис был в курсе готовившегося в 1923 году путча генералов Гаргалидиса-Леонардопулоса, но выставил условия, в силу которых остался вне событий:402.
Впоследствии Цирояннис принял командование III Корпусом армии в македонской столице и умер на этом посту в звании генерал-лейтенанта 5 ноября 1928 года.

### Отголоски Струмицы
Предпоследний год жизни генерала Цироянниса был отмечен событием, которое напомнило ему о его участии в Борьбе за Македонию в Струмице. После Второй Балканской войны Струмица была оставлена Болгарии, но после Первой мировой войны была передана Сербии. При этом, некоторые из болгарских жителей города предпочли переселиться на территорию Болгарии.
Среди них был и некто Пандев, чья «грекоманка» мать и трое братьев в 1913 году переселилась в Грецию. В 1927 году, в силу того что семья Пандева проживала в Греции, и на тот момент в Салониках, Пандев был завербован восстановленной в 1919 году организацией ВМРО, для совершения террористической акции на территории Греции. Пандеву была поставлена задача взорвать павильон Сербии на Международной Салоникской выставке, что по замыслу руководителей ВМРО должно было осложнить традиционно дружеские и союзные греко-сербские отношения. Пандеву было приказано навестить мать, чтобы не вызвать подозрения греческих властей. Однако эта встреча привела к тому, что мать Пандева привела его в дом генерала Цироянниса, которого хорошо знала по Струмице.
Раскрытый при участии генерала Цироянниса болгарский заговор, привёл к дипломатическому скандалу, освещённому европейской прессой. Болгарское посольство в Афинах заявило, что террористы не имели отношения к болгарскому правительству, но греческая дипломатия использовала этот инцидент на конференции в Гааге в 1928 году, заявляя, что «представители организаций, которые в прошлом году попытались взорвать Международную Салоникскую выставку, не могут выступать с обвинениями в адрес Греции о якобы угнетении славяноязычного меньшинства».

## Память
В силу его вклада в Борьбу за Македонию, именем Власиоса Цироянниса названа площадь в македонской столице. Кроме этого, именем генерала Цироянниса названы улицы в ряде городов Греции.